# Poecilochroa
Genre
Poecilochroa est un genre d'araignées aranéomorphes de la famille des Gnaphosidae.

## Distribution
Les espèces de ce genre se rencontrent en Afrique, en Asie, en Europe, en Amérique du Sud et en Océanie.

## Liste des espèces
Selon World Spider Catalog (version 26, 09/08/2025) :
- Poecilochroa albomaculata (Lucas, 1846)
- Poecilochroa alcala Barrion & Litsinger, 1995
- Poecilochroa anomala (Hewitt, 1915)
- Poecilochroa barmani Tikader, 1982
- Poecilochroa bifasciata Banks, 1902
- Poecilochroa capensis Strand, 1909
- Poecilochroa carinata Caporiacco, 1947
- Poecilochroa dayamibrookiana Barrion & Litsinger, 1995
- Poecilochroa exoculata Lissner, 2024
- Poecilochroa faradjensis Lessert, 1929
- Poecilochroa haplostyla Simon, 1907
- Poecilochroa insularis Kulczyński, 1911
- Poecilochroa involuta Tucker, 1923
- Poecilochroa joreungensis Paik, 1992
- Poecilochroa khodiar (Patel, 1988)
- Poecilochroa kuljitae (Tikader, 1982)
- Poecilochroa latefasciata Simon, 1893
- Poecilochroa parangunifasciata Barrion & Litsinger, 1995
- Poecilochroa patricia (Simon, 1878)
- Poecilochroa pauciaculeis Caporiacco, 1947
- Poecilochroa phyllobia (Thorell, 1871)
- Poecilochroa rollini Berland, 1933
- Poecilochroa taeguensis Paik, 1992
- Poecilochroa tridotus Caleb & Mathai, 2013
- Poecilochroa trifasciata Mello-Leitão, 1918
- Poecilochroa variana (C. L. Koch, 1839)
- Poecilochroa viduata (Pavesi, 1883)
- Poecilochroa vittata Kulczyński, 1911

## Systématique et taxinomie
Ce genre a été décrit par Westring en 1874.

## Publication originale
- Westring, 1874 : « Bemerkungen über die Arachnologischen Abhandlungen von Dr T. Thorell unter dem Titel: 1°, On European Spiders, pts 1 et 2, Upsala, 1869-70. 2°, Remarks on Synonyms of European Spiders, Upsala, 1872-73. » Göteborgs Kongliga Vetenskaps och Vitterhets Samhälles Handlingar, vol. 14, p. 1-68.